# Frälsning jag funnit
Frälsning jag funnit är en körsång från 1888 med text och musik av Herbert Booth. 

## Publicerad i
- Frälsningsarméns sångbok 1929 som nr 133 i körsångsdelen under rubriken "Jubel, strid och erfarenhet".
- Frälsningsarméns sångbok 1968 som nr 123 i körsångsdelen under rubriken "Jubel, Strid Och Erfarenhet".
- Frälsningsarméns sångbok 1990 som nr 824 under rubriken "Glädje, vittnesbörd, tjänst".